# 萨姆·霍尔
萨姆·霍尔（英語：Sam Hall，1937年3月10日—2014年8月11日），美国男子跳水运动员。他曾代表美国参加1960年夏季奥林匹克运动会跳水比赛，获得一枚银牌。他也曾参加1959年泛美运动会。